# Langues mombum
Les langues mombum sont une famille de langues papoues parlées en Indonésie, en Nouvelle-Guinée, dans l'île de Yos Sudarso située dans la province de Papouasie.

## Classification
Les langues mombum font partie des familles possiblement rattachées selon Malcolm Ross à la famille hypothétique des langues trans-Nouvelle Guinée. Nordhoff, Haspelmath, Hammarström et Forkel considèrent cette affiliation comme non établie sur la base de la comparaison des pronoms personnels et du vocabulaire.

## Liste des langues
Les langues mombum, au nombre de deux, sont les suivantes 
 :
- koneraw
- mombum (komelom)